# Motrice SRTO série 200
La Motrice SRTO série 200 est un tramway italien développé en 1893 par la compagnie romaine de transports en commun SRTO et la société Thomson-Houston.  

## Histoire
Après une première tentative de créer une ligne électrifiée de tramway sur le tronçon de la ligne Rome-Civita Castellana de la Via Flaminia à Rome par la compagnie "Società Tramvie e Ferrovie Roma-Nord" - SRFN, qui s'est soldé par un échec. Malgré cette première expérience peu encourageante, la Mairie de Rome décide de délaisser la traction hippomobile et d'adopter la solution du tramway électrique pour l'extension du réseau de la ville dont SRTO est le concessionnaire. 
La première ligne électrifiée construite est celle qui va de la Gare de Rome-Termini jusqu'à Piazza di San Silvestro. Pour garantir le succès de ce nouveau concept, SRTO s'associe avec la société Thomson Houston pour mener à bien les études et la définition du modèle de motrice à construire.

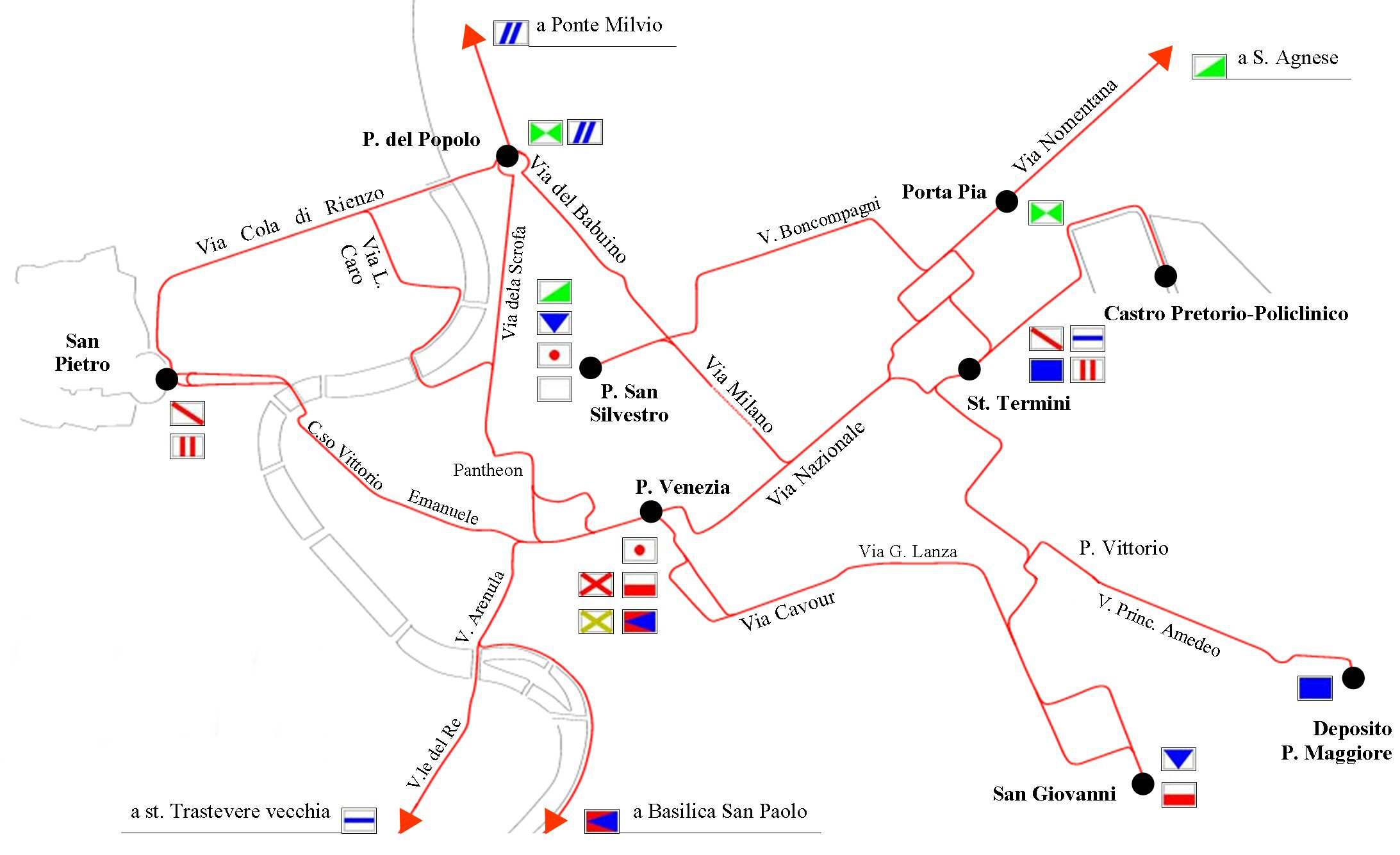
Plan du réseau de tramways de Rome en 1903.

Lors de l'inauguration de la ligne "Termini-San Silvestro", un premier groupe de 10 motrices est mis en service, construites par la société Miani e Silvestri de Milan, immatriculées 201 à 210. Ces voitures disposent de 4 fenêtres latérales plus 2 sur les plateformes d'accès. Cette série ne bénéficie que d'une suspension très rudimentaire. Plusieurs autres séries de voitures, construites sur les mêmes bases seront mises en service. 
Le premier groupe de motrices comprend 95 unités identiques, au type de bogie près, White ou Brill 21-E et moteurs GE800/GE54 ou Walker.  
A ce groupe, il faut ajouter : 
- motrice 296 : prototype réalisé en 1902 par SRTO avec une caisse comportant des plateformes d'extrémité et des ouvrants plus importants pour améliorer la ventilation l'été (variante type "giardiniera"),
- motrice 200 : première motrice qui devait inaugurer la série "giardiniera" en 1904 mais qui est rapidement retirée et transformée avec une caisse traditionnelle,
- motrices type 400 (401 à 405) : mises en service en 1905 ou 1911 (selon les sources). Réalisée dans les ateliers SRTO sur des châssis avec bogies Brill 21-E. Les caisses sont de type traditionnel, comme la série 200 de base mais comportent 5 fenêtres latérales. La numérotation dans la série 400 ne doit pas les confondre avec la série 400 moteur Westinghouse de la même époque.

Les motrices ont toutes la même longueur, mais disposent de 4 fenêtres latérales dans les voitures 211 à 250, 5 fenêtres dans les voitures 201 à 210, 251 à 295, 401 à 405. Les motrices 201 à 250 reposent sur des trucks de type White/Taylor à suspensions simples tandis que les motrices 251 à 296, 401 à 405 sont dotées de trucks de type Brill 21-E de nouvelle génération. 

### Équipements électriques
Les motrices de la série 200 ont connu plusieurs fournitures différentes afin de tester les plus adaptées. Le 10 premières de la série disposent de 2 moteurs GE.800 développant 25 CV. Les exemplaires suivants montent des moteurs GE.800 ou Walker, tous deux développant la même puissance de 25 CV. Selon les documents d'archive, on peut supposer que les motrices équipées de trucks type White/Taylor montent des moteurs GE.800, tandis que celles dotées de trucks Brill sont équipées de moteurs Walker. 
Sur la fiche récapitulative de l'état du parc dressé par l'ATM de Rome, en 1920, lors de la transition entre la gestion SRTO et le passage à la compagnie municipale, il est noté que sur les 102 motrices en service, 41 sont équipées de moteurs GE.800, 53 de moteurs Walker et 8 de moteurs GE.54, tous développant une puissance de 25 CV.
À l'origine, le captage de courant, commun à tous les matériels roulants du parc SRTO, se compose d'une caténaire et d'un trolley à roulettes. 

### Système de freinage
Ces motrices disposent toutes :
- d'un frein manuel de service, avec un seul sabot par roue, manœuvrable par le conducteur à l'aide d'une manivelle, utilisé simplement pour réduire la vitesse, sans volonté de freiner pour s'arrêter, un peu comme un ralentisseur,
- d'un frein de secours constitué de 2 patins de fonte placés entre les roues de chaque essieu,
- d'un frein électrique.

## Production
Un total de 102 voitures ont été construites entre 1895 et 1904. 
| Immatriculation SRTO | Nombre (U) | Année de livraison | Constructeur      | Truck type | Longueur (mm) | Empattement (mm) | Moteurs                |
| -------------------- | ---------- | ------------------ | ----------------- | ---------- | ------------- | ---------------- | ---------------------- |
| 200                  | 1          | 1904               | Diatto            | Brill 21-E | 7.800         | 1.800            | 2 x GE                 |
| 201-210              | 10         | 1895               | Miani & Silvestro | White      | 7.800         | 1.800            | 2 x GE.800             |
| 211                  | 1          | ?                  | ?                 | White      | 7.800         | 1.800            | 2 x GE.800 / 2 x GE.54 |
| 212                  | 1          | 1896               | Savigliano        | White      | 7.800         | 1.800            | 2 x GE.800 / 2 x GE.54 |
| 213                  | 1          | 1897               | Berti             | White      | 7.800         | 1.800            | 2 x GE.800 / 2 x GE.54 |
| 214-228              | 15         | 1896-1897          | Grondona          | White      | 7.800         | 1.800            | 2 x GE.800 / 2 x GE.54 |
| 229-248              | 20         | 1897               | Miani & Silvestro | White      | 7.800         | 1.800            | 2 x GE.800 / 2 x GE.54 |
| 249                  | 1          | 1899               | Berti             | White      | 7.800         | 1.800            | 2 x GE.800 / 2 x GE.54 |
| 250                  | 1          | 1898               | SRTO              | White      | 7.800         | 1.800            | 2 x GE.800 / 2 x GE.54 |
| 251-295              | 45         | 1900               | Benvenuti         | Brill 21-E | 7.800         | 1.800            | Walker                 |
| 296                  | 1          | 1902               | SRTO              | Brill 21-E | 7.800         | 1.800            | Walker                 |
| 401-405              | 5          | 1905               | Tabanelli         | Brill 21-E | 7.800         | 1.800            | Walker                 |

## Le passage du parc de SRTO à ATM Rome
Lorsque l'ATM Rome repris la gestion du réseau de la capitale italienne en 1922, tous les moteurs des motrices de cette série ont été remplacés par des moteurs GE.54 et les motrices ré-immatriculées en 1xxx, (exemple : la SRTO 278 de la photo du haut est devenue ATM 1278).
Les premières motrices de la série 200 ont été mises en service le 19 septembre 1895 et sont restées opérationnelles jusqu'au 15 mars 1927. 